# Stranger in the City
Stranger in the City è il secondo album in studio di John Miles, pubblicato nel 1976 dalla Decca Records.

## Descrizione
Secondo disco di John Miles, è un album rock contaminato da venature funky. Rispetto al precedente lavoro, l'artista inglese, questa volta, si affida agli arrangiamenti di Rupert Holmes.
Nel 1977 la cantante Melissa Manchester ha realizzato una cover di Time, una delle ballad più celebri del chitarrista.

## Accoglienza
Classificato Disco d'Argento dalla BPI, i singoli Slow Down e Remember Yesterday vennero inseriti nella lista Billboard 200.

## Tracce
1. Stranger in the City (4:30)
2. Slow Down (4:46)
3. Stand up (And Give Me a Reason) (7:03)
4. Time (3:57)
5. Manhattan Skyline (3:06)
6. Glamour Boy (4:49)
7. Do it Anyway (2:46)
8. Remember Yesterday (5:23)
9. Music Man (4:53)

## Formazione
- John Miles: voce, chitarra, pianoforte
- Bob Marshall: basso
- Berry Black: batteria
- Jimmy Maelen: percussioni
- Gary Moberley: tastiera